# Herzblatt (Volksmusik)
Unter dem Namen Herzblatt gibt es mehrere Gesangsformationen im Bereich der volkstümlichen Musik.

## Herzblatt – 1989
Unter dem Namen Herzblatt wurde für den Grand Prix der Volksmusik 1989 ein Gesangstrio gebildet. Mitglieder waren Markus Hariolf Hagenbucher (* 6. Dezember 1969 in Starnberg), Kristina Isabella Schwarzbach (* 21. Januar 1970 in Günzburg) und Ines Dagmar Aigner (* 20. Mai 1977 in München). Die drei Gymnasiasten waren vorher bereits als Solisten im regionalen Kreis bekannt. So wirkte Markus Hagenbucher bereits in der Operette "Der Mikado" sowie bei der Aufführung der Matthäuspassion mit. Kristina spielte Geige und Klavier und sang in der Städtischen Sing- und Musikschule München. Ines sang im Schulchor und spielte Klavier und Akkordeon.
Mit ihrem Titel Auf dem Berg sind alle gleich holte das Trio den Sieg der deutschen Vorentscheidung des Grand Prix der Volksmusik 1989. Bei der internationalen Veranstaltung erreichten sie dann nur den sechsten Platz. Der Titel war für die drei jedoch ein großer Erfolg, so dass bald neue Titel (Jeder hat sei Engerl und Der Harmonika Franz) produziert wurden, die sich vorübergehend behaupten konnten. Im gleichen Jahr erschien auch das Debüt-Album von Herzblatt Geschichten der Berge.
Ausnahmslos alle Lieder der Formation komponierte und produzierte Ralph Siegel unter dem Pseudonym Werner Zylka. Bei den meisten Liedern war Bernd Meinunger unter dem Pseudonym Bernd Ruhla für den Text verantwortlich.
Markus Hagenbucher hat sich danach wieder der klassischen Musik zugewandt und singt seit 1990 erfolgreich im Extrachor der Bayerischen Staatsoper in München.

## Trio Herzblatt
Seit Ende der 1990er Jahre gibt es erneut eine Musikgruppe, die unter dem Namen Trio Herzblatt vor allem in Bayern auftritt, aber auch bereits überregional bekannt ist. So konnte das Trio 1998 mit Der Herrgott gibt schon auf uns acht bei der Hitparade im Fränkischen Seenland den 1. Platz erzielen. 2000 hatte das Trio den ersten Fernsehauftritt und im gleichen Jahr gewann das Trio mit Ich hab nur Augen für dich die deutsche Vorentscheidung zum Südtiroler Grand Prix der Volksmusik.
Mitglieder dieser Formation sind Rainer Lechner (* 6. Dezember 1968 in Treuchtlingen), Dieter Luff (* 8. Februar 1971 in Treuchtlingen) und Jörg Schwimmer (* 21. Juni 1976 in Treuchtlingen).

## Herzblatt – Südtirol
Ein weiteres Trio unter dem Namen Herzblatt (eine Dame und zwei Herren) nahm an der Südtiroler Vorentscheidung zum Grand Prix der Volksmusik 2002 teil, konnte sich aber nicht für das Finale qualifizieren. Die Mitglieder sind Ulrich Lambacher, seine Frau Renate und Christan Wicker.